# Det Nationale IT-Efterforsknings Center
 Der er for få eller ingen kildehenvisninger i denne artikel, hvilket er et problem. Du kan hjælpe ved at angive troværdige kilder til de påstande, som fremføres i artiklen.

Det Nationale IT-Efterforsknings Center forkortet NITEC – er det danske rigspolitis efterforskningscenter for it-kriminalitet er oprettet i 2003 med det formål at yde bistand til danske politikredse i forbindelse med efterforskningen af bl.a. internetrelateret kriminalitet.

## Opgaver
- Ransagning i IT-miljøer.
- Datasikring og –analyse.
- IT-relaterede bevisundersøgelser.
- Åbning  af krypterede og password-beskyttede data.
- Undersøgelse af mobiltelefoner.
- Behandling af CCTV video materiale.
- Efterforskning i internetrelateret kriminalitet som børne-pornografi, hacking og snyd med e-handel.

| Politi | Spire Denne politirelaterede artikel er en spire som bør udbygges. Du er velkommen til at hjælpe Wikipedia ved at udvide den. |